# بانتشيرا

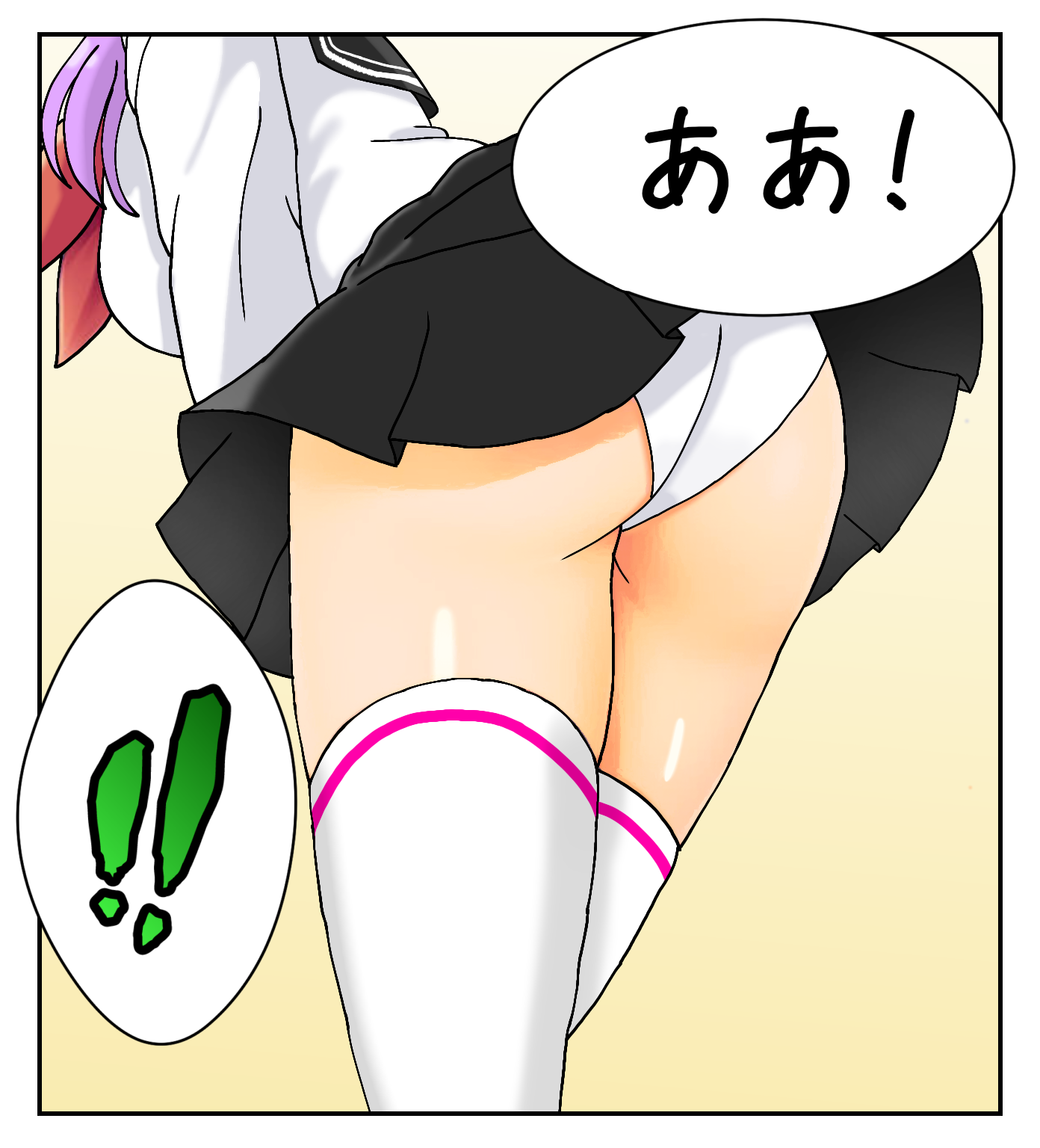
صورة مقدمة للفئات صغيرة السن بالخصوص، حيث تعتبر صورة آلفها الصغار و الكبار و تعطي فكرة أكثر جاذبية للقارئ الناشئ

بانتشيرا (باليابانية: パンチラ) مصطلح يشير إلى ظهور اللباس الداخلي للمرأة لفترة قصيرة. هذه الكلمة عبارة عن لفظ منحوت لكلمة "panty" (باليابانية: パンティー) وكلمة "chira"، اللفظ الياباني للكلمة يعني لمحة أو يلمح.

في الأنيمي و‌المانغا تستخدم الكلمة لتشير إلى لقطات ظهور اللباس الداخلي للمرأة، وبدأ استخدام الكلمة عند رسامي المانغا والانيمي في بداية الستينات. وأول من استخدم الكلمة في المانغا هي ماتشيكو هاسيجاوا في مانغا سازايه-سان. وأول من استخدمها في الانيمي هو أوسامو تيزوكا في انيمي آسترو بوي الذي عرض في عام 1963.